# Коллингвуд (Онтарио)
Коллингвуд (англ. Collingwood) — город в округе Симко провинции Онтарио (Канада). Расположен у озера Гурон на южном берегу залива Джорджиан-Бей. Основан в 1835 году, статус города с 1858 года, население в 2021 году 24,8 тысячи человек. Основа экономики — производство автомобильных деталей, керамики, сезонный туризм.

## География
Расположен на берегу залива Ноттавасага в южной части залива Джорджиан-Бей озера Гурон, в 55 км с северо-западу от города Барри. Площадь 33,15 км².
Административно относится к округу Симко провинции Онтарио Транспортные потоки определяются большим озёрным портом и станцией Канадской национальной железной дороги, а также проходящим через город шоссе 26, соединяющим города Барри и Оуэн-Саунд.

## История
Место современного Коллингвуда в 1649 или 1650 году стало местом крупного сражения между населяющими побережье залива гуронами и вторгшимися на их земли ирокезами. Первые европейские поселенцы прибыли в регион в 1835 году и дали новому поселению название Коллингвуд в честь адмирала Катберта Коллингвуда, сменившего Нельсона на посту командующего британским флотом в Трафальгарском сражении.
В 1855 году в Коллингвуде открылась станция железной дороги Онтарио, Симко и Гурона (ныне часть Канадской национальной железной дороги). Бухта рядом с Коллингвудом, геологоразведку которой провёл Сэндфорд Флеминг, оказалась удобной для озёрных судов, что в совокупности с железнодорожным сообщением превратило Коллингвуд в важный грузовой порт Великих озёр. Получил статус города в 1858 году, в 1883—1986 годах был основным кораблестроительным центром Великих озёр.

## Население
Согласно переписи населения 2021 года, население Коллингвуда составляло 24 811 человек — рост на 13,8 % по сравнению с 2016 годом. Медианный возраст — 50,8 года (48 лет среди мужчин, 53,6 среди женщин). 13,3 % населения составляли дети и подростки в возрасте до 14 лет включительно, 30 % — люди пенсионного возраста (65 лет и старше).
Для 92 % населения в 2021 году был родным один из официальных языков Канады (английский или французский). Наиболее многочисленные языковые диаспоры — немецкая, польская и итальянская. 2 % населения имели аборигенные корни (индейцы и метисы).
57 % жителей старше 15 лет в 2021 году состояли в браке или проживали совместно. 12 % были разведены, 8 % — вдовы. Средний размер переписной семьи — 2,7 человека. Наиболее часты ссемьи из 2 человек, среднее число детей в семьях, живущих с детьми, — 1,7 человека. В 16 % семей был только один родитель. Средний размер домохозяйства — 2,2 человека, 1/3 домохозяйств состояли из одного человека.

## Экономика
Территория судостроительного предприятия, до 1986 года бывшего основой экономики Коллингвуда, в дальнейшем была превращена в парковую зону. Современная городская экономика основывается на производстве деталей для автомобилей; выкупленная в 1998 году у Канадской национальной железной дороги ветка обслуживает грузовые поезда, ходящие между Коллингвудом и Барри. Коллингвуд также известен своей керамикой марки Blue Mountain, производимой из местной глины; производство организовал в годы после Второй мировой войны беженец из Чехословакии Йозо Вайдер. В зимние месяцы Коллингвуд представляет собой популярный лыжный курорт, а летом туристов привлекают живописные пещеры в известняковых выходах Ниагарского уступа.
2/3 жителей города в возрасте 15 лет и старше были трудоустроены в 2021 году, 7,5 % получали пособие по безработице. Медианный доход на душу населения в возрасте 15 лет и старше составлял 42 тысячи долларов, после вычета налогов — 37,6 тысячи. Для домохозяйств медианный доход составлял соответственно 82 и 72,5 тысячи долларов, для семей — 104 и 90 тысяч.